# Ernst Gubler
Ernst Gubler (* 15. März 1895 in Zürich; † 6. November 1958 ebenda) war ein Schweizer Bildhauer, Zeichner, Maler, Grafiker, Autor und Zeichenlehrer.

## Leben und Werk
Ernst Gubler war der zweitälteste Sohn des Dekorationsmalers und Restaurators Heinrich (1865–1948) und der aus Riken stammenden Berta, geborene Plüss (1864–1942). Wie seine zwei Brüder Eduard Gubler und Max Gubler absolvierte er am Kantonalen Lehrerseminar Küsnacht von 1910 bis 1914 eine Primarlehrerausbildung. Dort wurde er vom Zeichenlehrer und Künstler Karl Itschner gefördert. Von 1914 bis 1920 unterrichtete Gubler in Brütten und stand im brieflichen Kontakt zu Karl Stamm. An diesen schrieb er 1917 «… Und am Ende (des vielleicht kurzen Lebens) sage ich: Hätte ich geschrieben; und schreibe ich, so hätte ich besser gemalt. In den Ferien beginne ich eine Plastik …». In diesen Jahren entstanden erste Holzplastiken und Zeichnungen unter dem Einfluss von Wilhelm Lehmbruck. In den 1920er Jahren schuf er Plastiken unter dem Einfluss von Aristide Maillol sowie Bilder, die an Pierre-August Renoir und Paul Cézanne erinnern. Von 1920 bis 1921 besuchte er die Kunstgewerbeschule Zürich, um sich zum Zeichenlehrer ausbilden zu lassen. Seine Lehrer waren Otto Kappeler und Carl Fischer.
Ab 1921 studierte Gubler an der Hochschule für bildende Kunst in Weimar und wurde von Walther Klemm und Richard Engelmann unterrichtet. Nebenbei restaurierte er gotische Skulpturen und lernte Josef Hartwig und das Staatliche Bauhaus kennen. Von 1922 bis 1923 studierte er an der Akademie der Bildenden Künste München und wurde von Peter Halm und Adolf Schinnerer unterrichtet. In München befreundete er sich mit Eduard Spörri und Heinrich Müller.

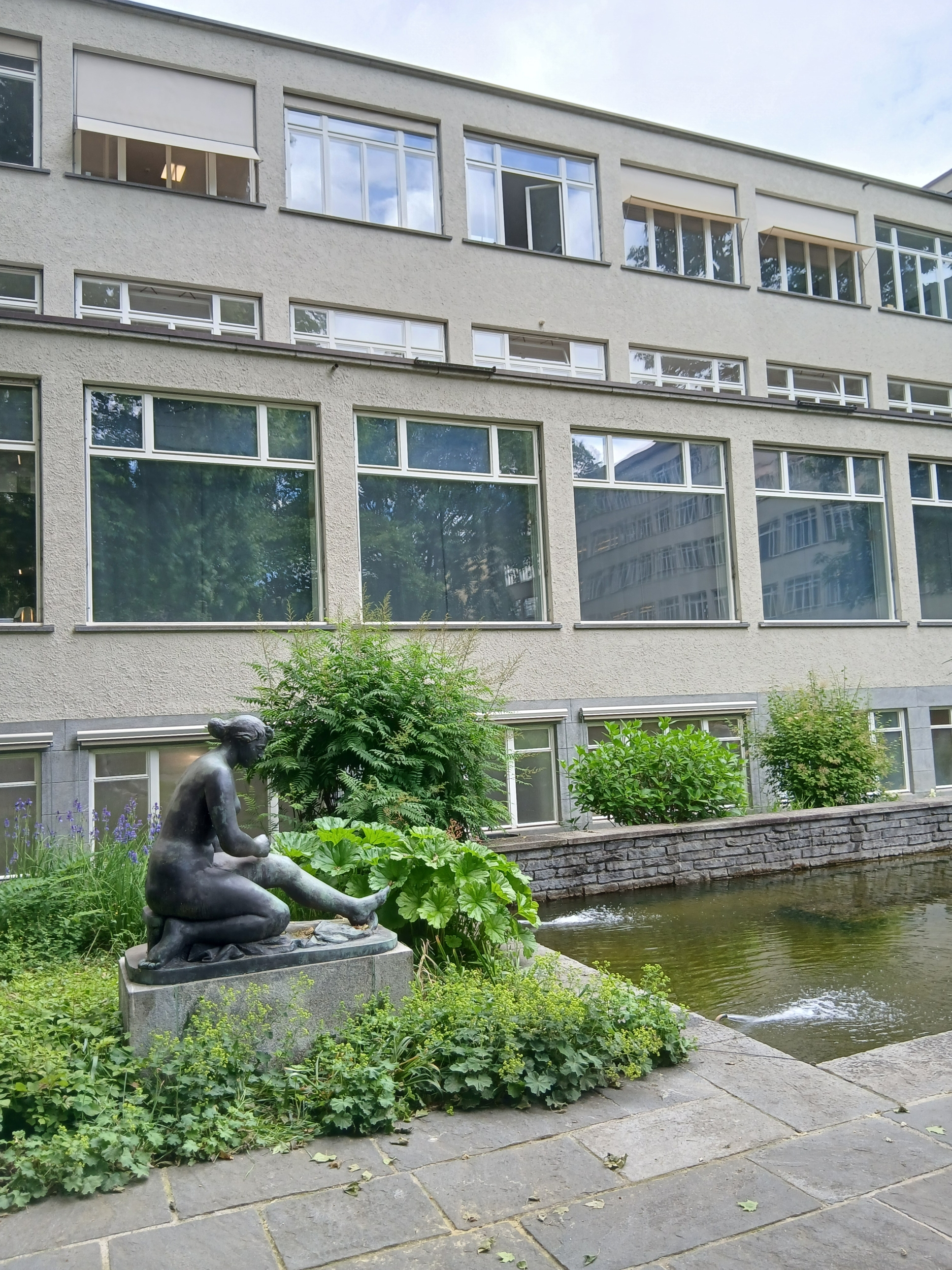
Skulptur, Museum für Gestaltung Zürich

Gubler kehrte 1923 nach Zürich zurück und wohnte im Kreis 4 an der Langstrasse 31. Als sein Bruder Max im Frühjahr 1924 nach Lipari übersiedelte, übernahm er im städtischen Atelierhaus am Letten sein Atelier und arbeitete als Bildhauer. Die meisten Plastiken schuf er aus der Erinnerung oder ab gedruckten Reproduktionen. Neben der Bildhauerei entstanden zahlreiche Zeichnungen und Bilder. Ab den 40er Jahren bis zu seinem Tod schuf Gubler mehrheitlich Bilder in Tempera, Gouache und Pastelle. Nach 1955 kamen Ölmalereien, Figuren und Porträts sowie Landschaften aus dem Limmattal und dem Jura hinzu.
Nachdem Gubler das Diplom zum Zeichenlehrer erworben hatte, unterrichtete er an der Sekundarschule. 1932 berief Alfred Johann Altherr Gubler zum Nachfolger von Otto Meyer-Amden an die Kunstgewerbeschule Zürich. An dieser unterrichtete er bis 1958 den Vorkurs. Zudem erteilte er von 1930 bis 1935 Kurse in Bühnengestaltung und fertigte auch selber Figuren und Dekorationen an.

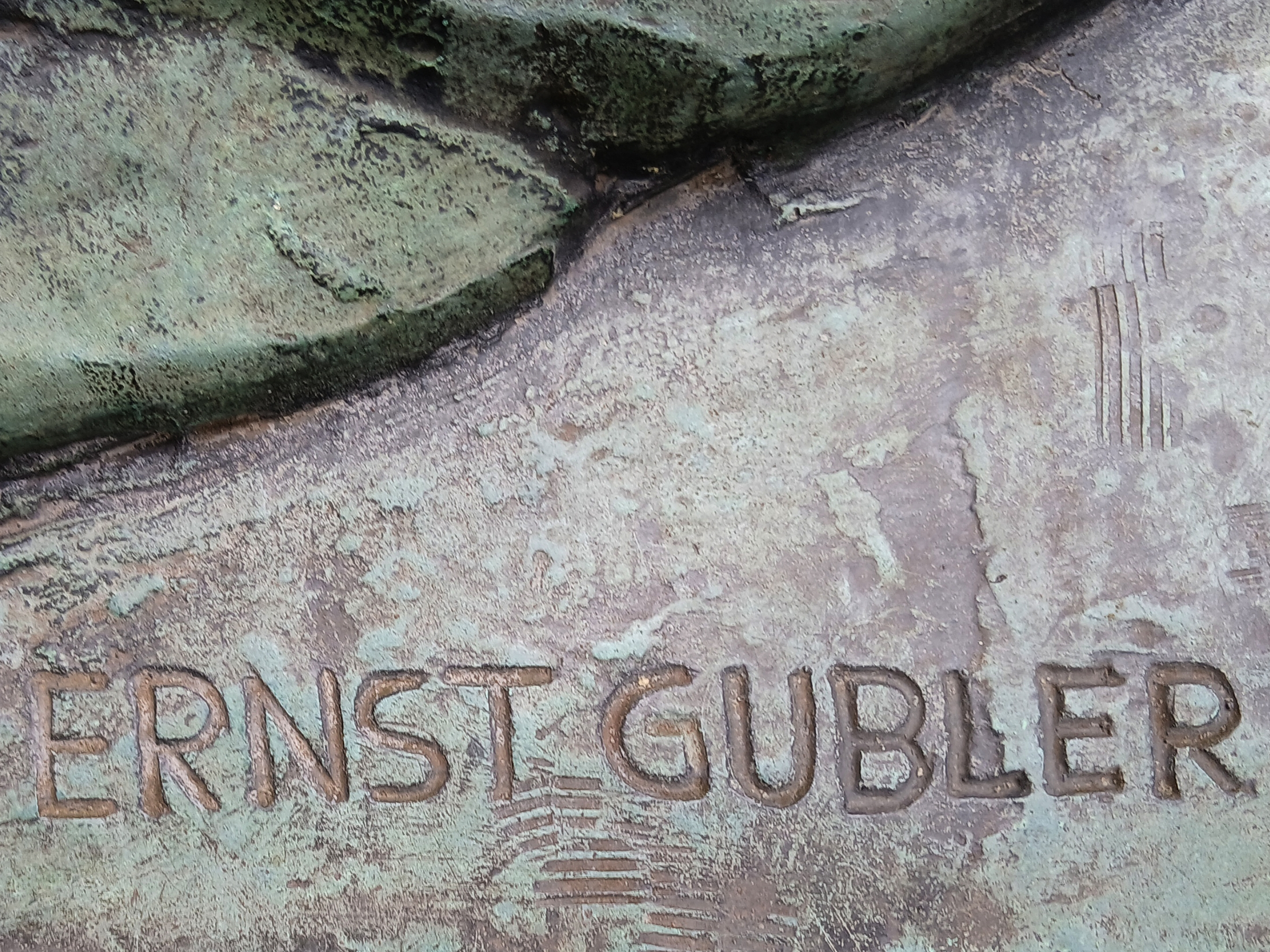
Skulptur, Museum für Gestaltung Zürich

Gubler verfasste zahlreiche Schriften, die sich mit verschiedenen Themen bildnerischen Gestaltens und dessen Umfeld befassen. Sein Anliegen war es, in seinen Werken einen «transzendentalen Realismus» zu erreichen. So schrieb er an einen jungen Bildhauer über die Plastiken von Edgar Degas: «Es geht um die Sache und nicht um das Sujet, nicht um diese oder jene Oberflächenbehandlung, sondern um die plastische Grundanschauung. Nichts ist in ihnen, an ihnen, was nicht durch Formbezüge besteht. Was nicht in dieser Ordnung lebt, erlangt nicht diese Freiheit und bleibt Illusion».
Seine Werke stellte Gubler u. a. in Gruppenausstellungen im Kunstmuseum Bern, Kunsthaus Zürich, Kunsthalle Bern, Aargauer Kunsthaus, Kunstmuseum Winterthur, Museum zu Allerheiligen sowie in Galerien aus.
Ernst Gubler verstarb in Folge einer Operation an einer Embolie im Alter von 63 Jahren. Da er im Lauf seines Lebens nur wenige Arbeiten aus der Hand gab, waren die Mehrzahl seiner Werke, darunter mehr als 1000 Gemälde und Zeichnungen sowie rund 90 Plastiken, der Öffentlichkeit unbekannt. Davon zeigte das Kunsthaus Zürich 1961 fast alle Plastiken und eine Auswahl von etwa hundert Zeichnungen.